# Gabriel Yared
Gabriel Yared (in arabo غبريال يارد‎?; Beirut, 7 ottobre 1949) è un compositore, arrangiatore e direttore d'orchestra libanese.
Ha scritto le musiche per numerosi film francesi, tra cui Betty Blue (1986), Camille Claudel (1988) e La cuoca del presidente (2012).
Ha lavorato negli Stati Uniti, vincendo l'Oscar per Il paziente inglese (1996) e ottenendo la candidatura per Il talento di Mr. Ripley (1999) e Ritorno a Cold Mountain (2003). Ha composto inoltre le musiche per il film City of Angels - La città degli angeli (1998). Nel 2004 la sua versione della colonna sonora di Troy è stata rifiutata dal regista e sostituita con quella di James Horner.

## Biografia
All'età di sette anni fu avviato dal padre allo studio della fisarmonica. Dopo due anni passò al pianoforte e alla teoria musicale. Il suo insegnante di pianoforte gli sconsigliò però di proseguire, dicendogli che non è fatto per lo studio della musica.
Yared tuttavia proseguì gli studi e, all'età di 14 anni sostituì il suo defunto insegnante quale organista alla Saint Joseph University. Qui ebbe modo di leggere, nella biblioteca, tutte le opere di Bach, Schumann e molti altri compositori classici. Questo approfondito studio gli ispirò la sua prima composizione, un walzer per piano.
Yared conseguì la laurea in legge, ma proseguì la sua formazione musicale nel 1969, a Parigi, seguendo dei corsi di composizione presso l'Ecole Normale du Musique.
Alla fine del 1971 andò in Brasile per far visita a suo zio, e in quella occasione incontrò il presidente della Federazione Mondiale di musica leggera che gli commissionò una canzone per rappresentare il Libano nel Festival di musica leggera di Rio de Janeiro. La sua canzone vinse il primo premio. In seguito alla notorietà acquisita formò un complesso che girò per l'intero paese. Dopo aver collaborato nel 1975 con Mina, arrangiando il suo album Minacantalucio, nel 1976 tornò in Francia dove cominciò un lavoro di orchestrazione e arrangiamento di canzoni, collaborando con Françoise Hardy.

## Filmografia parziale
- Si salvi chi può (la vita) (Sauve qui peut (la vie)), regia di Jean-Luc Godard (1980)
- Hanna K., regia di Constantin Costa-Gavras (1983)
- Mosse pericolose (La Diagonale du fou), regia di Richard Dembo (1984)
- Betty Blue (37°2 le matin), regia di Jean-Jacques Beineix (1986)
- Il disordine (Désordre), regia di Olivier Assayas (1986)
- Terapia di gruppo (Beyond Therapy), regia di Robert Altman (1987)
- Agent trouble - L'ultima corsa (Agent trouble), regia di Jean-Pierre Mocky (1987)
- Fuori dal tunnel (Clean and Sober), regia di Glenn Gordon Caron (1988)
- Camille Claudel, regia di Bruno Nuytten (1988)
- Romero, regia di John Duigan (1989)
- Vincent & Theo, regia di Robert Altman (1990)
- Le mille e una notte (Les 1001 nuits), regia di Philippe de Broca (1990)
- Zia Angelina (Tatie Danielle), regia di Étienne Chatiliez (1990)
- L'amante (L'Amant), regia di Jean-Jacques Annaud (1992)
- Avik e Albertine (Map of the Human Heart), regia di Vincent Ward (1992)
- Il paziente inglese (The English Patient), regia di Anthony Minghella (1996)
- Tonka, regia di Jean-Hugues Anglade (1997)
- City of Angels - La città degli angeli (City of Angels), regia di Brad Silberling (1998)
- Le parole che non ti ho detto (Message in a Bottle), regia di Luis Mandoki (1999)
- Il talento di Mr. Ripley (The Talented Mr. Ripley), regia di Anthony Minghella (1999)
- Sai che c'è di nuovo? (The Next Best Thing), regia di John Schlesinger (2000)
- Autumn in New York, regia di Joan Chen (2000)
- Lisa, regia di Pierre Grimblat (2001)
- Possession - Una storia romantica (Possession), regia di Neil LaBute (2002)
- The One & Only - È tutta colpa dell'amore (The One and Only), regia di Simon Cellan Jones (2002)
- Marinai perduti (Les Marins perdus), regia di Claire Devers (2003)
- Bon Voyage, regia di Jean-Paul Rappeneau (2003)
- Sylvia, regia di Christine Jeffs (2003)
- Ritorno a Cold Mountain (Cold Mountain), regia di Anthony Minghella (2003)
- Shall We Dance?, regia di Peter Chelsom (2004)
- Le vite degli altri (Das Leben des Anderen), regia di Florian Henckel von Donnersmarck (2006)
- Azur e Asmar (Azur et Asmar), regia di Michel Ocelot (2006)
- Complicità e sospetti (Breaking and Entering), regia di Anthony Minghella (2006)
- 1408, regia di Mikael Håfström (2007)
- Manolete, regia di Menno Meyjes (2007)
- Le Bal des actrices, regia di Maïwenn (2009)
- Coco Chanel & Igor Stravinsky, regia di Jan Kounen (2009)
- Il riccio (Le Hérisson), regia di Mona Achache (2009)
- Amelia, regia di Mira Nair (2009)
- Shanghai, regia di Mikael Håfström (2010)
- The Tourist, regia di Florian Henckel von Donnersmarck (2010), dance in F.
- Nella terra del sangue e del miele (In the Land of Blood and Honey), regia di Angelina Jolie (2011)
- La cuoca del presidente (Les Saveurs du palais), regia di Christian Vincent (2012)
- En kongelig affære, regia di Nikolaj Arcel (2012)
- In Secret, regia di Charlie Stratton (2013)
- È solo la fine del mondo (Juste la fin du monde), regia di Xavier Dolan (2016)
- The Promise, regia di Terry George (2016)
- Si tu voyais son cœur, regia di Joan Chemla (2017)
- The Happy Prince - L'ultimo ritratto di Oscar Wilde (The Happy Prince), regia di Rupert Everett (2018)
- La mia vita con John F. Donovan (The Death and Life of John F. Donovan), regia di Xavier Dolan (2018)
- Dililì a Parigi (Dilili à Paris), regia di Michel Ocelot (2018)
- Judy, regia di Rupert Goold (2019)
- La vita davanti a sé (The Life Ahead), regia di Edoardo Ponti (2020)
- Le vele scarlatte (L'Envol), regia di Pietro Marcello (2022)
- Il coraggio di Blanche (L'Amour et les Forêts), regia di Valérie Donzelli (2023)

## Premi
- Candidatura Miglior colonna sonora per La vita davanti s sé a “CinEuphoria Awards 2021“
- Candidatura Miglior colonna sonora per Ritorno a Cold Mountain (2003) a The Chicago Film Critics Association
- Candidatura Miglior colonna sonora per Ritorno a Cold Mountain (2003) a Academy Award (Oscar)
- Candidatura Miglior colonna sonora per Ritorno a Cold Mountain (2003) a Golden Globe
- Candidatura Miglior colonna sonora per Il talento di Mr. Ripley (1999) a Academy Award (Oscar)
- Miglior colonna sonora per Il talento di Mr. Ripley (1999) Broadcast Film Critics Association
- Candidatura Miglior colonna sonora per Il talento di Mr. Ripley (1999) a British Academy Awards
- Candidatura Miglior colonna sonora per Il talento di Mr. Ripley (1999) a Golden Globe
- Miglior colonna sonora per Il paziente inglese (1996) Academy Award (Oscar)
- Miglior colonna sonora per Il paziente inglese (1996) Golden Globe
- Miglior colonna sonora per L'amante (1992) French Academy of Cinema

## Cover
Il brano C'est le vent, Betty, noto in Italia per esser stato il sottofondo dello spot del 1987 "L'Amore Addosso" della Stefanel, è stato ripreso in gran parte in un brano di Jakatta dal titolo Feeling Blue (2003), incluso nella compilation Nick The Nightfly Vol. 8.